# Echinorhynchus diffuens
Echinorhynchus diffuens är en hakmaskart som beskrevs av Zenker 1832. Echinorhynchus diffuens ingår i släktet Echinorhynchus och familjen Echinorhynchidae. Inga underarter finns listade i Catalogue of Life.